# Яблоново-Поморске (гмина)
Яблоново-Поморске (пол. Jabłonowo Pomorskie) — гмина (волость) в Польше, входит как административная единица в Бродницкий повет, Куявско-Поморское воеводство. Население 9045 человек (на 2004 год).

## Сельские округа
1. Адамово
2. Будзишево
3. Бук-Гуральски
4. Бук-Поморски
5. Буковец
6. Гожехувко
7. Гурале
8. Яблоново-Замек
9. Камень
10. Конояды
11. Лембарг
12. Милешевы
13. Нова-Весь
14. Пецево
15. Пловенж
16. Щепанки

## Соседние гмины
1. Гмина Бискупец
2. Гмина Боброво
3. Гмина Ксёнжки
4. Гмина Свеце-над-Осой
5. Гмина Збично